# ボートレースバトルチャンピオントーナメント競走
ボートレースバトルチャンピオントーナメント（BOAT RACE BATTLE CHAMPION TOURNAMENT）は、ボートレースのプレミアムGI競走の1つ。

## 概要
2019年度に新設された。通常の得点率勝負ではなく例年1月に開催されるファン感謝3days ボートレースバトルトーナメントに続く「トーナメント形式」（一発勝負）として4日間の短期決戦で行われる。 SGやG1競走が新設されるのは、2012年の賞金女王決定戦（当時）以来7年ぶり。紙面上では、BBCトーナメント（BBC TOURNAMENT）の略称が用いられる。
「BBCトーナメント」という略称から、BBCの略称を持つびわ湖放送の冠競走と誤解されがちだが関係はなく、会場も全国のボートレース場で持ち回りとなっている。なお、びわ湖放送では自局の略称の「BBC」との混同を避けるため、ニュースでは正式名称の「ボートレースバトルチャンピオントーナメント」を用いている。

## 出場選手
当年度のグランプリ・グランプリシリーズ・クイーンズクライマックスを除いた全てのSGおよびプレミアムG1競走（クラシック・オールスター・グラチャン・オーシャンカップ・メモリアル・ダービー・チャレンジカップのSG7大会とマスターズチャンピオン・レディースチャンピオン・ヤングダービーのプレミアムGI3大会の合計10大会）に加えて一般戦のファン感謝3daysボートレースバトルトーナメントの優勝者と、残りの選手は、クラシックからダービーまでのSG6競走、本競走とクイーンズクライマックスを除くプレミアムGI競走における出場選出順位上位15名の中から、当年1月1日から9月30日までの勝率の上位選手が選出される。尚出場要件を満たしていれば級別は問わず、本競走の出場権を既に獲得したレーサーが出場年度の対象レースを優勝した場合、各レース優勝者に与えられる優先出走権は「斡旋決定時における選出基準に基づく各競走の選出上位15名の内、過去9か月の勝率上位者」に回される事になっている。
2020年の第2回大会以降より前年度本競走の優勝者にも優先出走権を付与する。スタート事故の罰則（当競走はプレミアムG1/G1/G2）適用期間中の者と褒賞懲戒規程により出場停止処分を受けた選手は除外され、負傷・病気・出産などで辞退する場合もある。また優先出走権を有している選手がそれらに抵触した場合はその優先出走権も取り消される。
2022年度からはレディースオールスター、全国ボートレース甲子園等に加えてボートレースグランプリ、クイーンズクライマックスの暮れのダブルグランプリも優先出場権付与の対象となり、全てのSGと全てのプレミアムGIが本大会への出場選手決定戦シリーズの形式となった。また、1月の開催に移り、ビッグレースとしては開幕戦として行われるようになった。

## 大会形式
- 出場選手は全部で48名。ステージは4段階あり初日が1回戦、2日目が準々決勝、3日目が準決勝、最終日の4日目が順位決定戦と決勝戦となる。この大会では通常のボートレースで使用されている準優勝戦、優勝戦という呼び方は使わずこの大会唯一の扱い・呼び方として準決勝、決勝戦と表記する。
- 初日は8レースで争うファーストステージのトーナメント1回戦。ここで各レースの上位3名の合計24名が次の準々決勝へ進む。開催地がナイター競走を開催していない競艇場の場合は第5レースから第12レース、ナイター競走の場合は第4レースから第11レースまで。それぞれ前年の本競走を制した選手とSG競走を優勝した選手が優先的に1号艇に入り、その他の組み合わせ・枠順は選出順位順に決定する。
- 2日目は第9レースから第12レースまでの4レースで争うセカンド＆クォーターファイナルステージのトーナメント準々決勝。各レースの上位3名の合計12名が準決勝へ進む。艇番は初日の1着が1・2号艇、2着が3・4号艇、3着が5・6号艇で、それぞれ選出順位の若い方が内枠となる。
- 3日目は第11レースと第12レースの2レースで争うサード＆セミファイナルステージのトーナメント準決勝。両レースの上位3名の合計6名が決勝戦へ進み、下位3名の合計6名が順位決定戦へと進む。艇番の決定方法は2日目と同じ。
- 最終日（4日目）は第11レースで準決勝にて下位に敗れた6名が出場する順位決定戦を実施して第7位から第12位までを決定する。順位決定戦の艇番は準決勝4着が1・2号艇、5着が3・4号艇、6着が5・6号艇で、選出順位が若い方が内枠。上位6名は第12レースで決勝戦を行い、第1位から第6位までを決める。
- 決勝戦のみ、準決勝までの成績による枠番決定ではなく、完全ランダムであるあみだくじによる抽選で決める。あみだくじは3日目の全レース終了後に各競艇場のメインステージ等で行われてその模様はテレビ中継される。あみだくじの最初は枠番にシールが貼っている横長板が6枚あり(横長板は何号艇の札なのかは選手・報道陣両方共に知らない)その中から自分の好きな横長板を1枚選んであみだくじの右端の何処かに好きな様に貼る所からスタートする(真ん中では無くて少し上に貼る)。2番目の抽選はあみだ籤の縦線に入れられた1番から10番までの数字。その中から自分の好きな数字を選んで見せる(尚、数字は順番ではなくてランダムに並ばれている)。6人の選手に選ばれなかった数字は消去されてこれで全てのスタンバイが整う。枠番は1人ずつあみだくじの道に沿って決められる。選手名の色は男子レーサーは青色、女子選手は桃色で表示している。なお、抽選は実施要項に基づいた上で行われている。
- 第2回の若松大会からあみだが一部改正され、2番目に引くあみだ籤の番号は「人に見せない」のを条件に1つ選び司会者の合図で一斉オープンする。枠番のルートは6人全員のルートを立て続けで見せて枠番発表も6人全員の枠番を立て続けで見せてこれで枠番が決まる。
- 優勝選手にはチャンピオンベルトが贈られる。ベルトの色は競艇のロゴカラーである青色で、バックルには全24ボートレース場名をボートで使われる6色（白・黒・赤・青・黄・緑）の円形で配置しており、強さの象徴である龍（ドラゴン）が囲んでいる。両サイドのプレートには歴代の優勝者名がレーザー刻印される。歴代優勝者のプレートは5大会でワンセットとなっている。
- チャンピオンベルトに於ける各競艇場のカラーの色分けは次の通り（★はナイターレース実施競艇場）。1枠の白色が桐生★・蒲郡★・尼崎・下関★、2枠の黒色が戸田・常滑・鳴門・若松★、3枠の赤色が江戸川・津・丸亀★・芦屋、4枠の青色が平和島・三国・児島・福岡、5枠の黄色が多摩川・びわこ・宮島・唐津そして最後の6枠の緑色が浜名湖・住之江★・徳山・大村★と言う様に色分けされている。

## 各大会における優勝回数及び優勝選手
各大会の優勝選手がこの本大会にて何勝したのかを表記する。4番目のレディースオールスターと7番目の全国ボートレース甲子園、14番目のレディースチャレンジカップはG2競走として開催されて2022年大会から出場選手決定戦として仲間入りした。17番目にして最高峰の舞台と称されるグランプリと18番目にして女子レーサーNo.1決定戦と称され大晦日決戦とも言われるクイーンズクライマックスは共に2022年大会以降の大会が対象となる。当年開催場とは最新年にて本大会が開催されたボートレース場を指している（★印はナイター開催されたボートレース場）。
| 順番 | タイトル名                                                                                  | 正式名称                                                    | 当年開催場 | 優勝回数 | 最新優勝選手      |
| ---- | ------------------------------------------------------------------------------------------- | ----------------------------------------------------------- | ---------- | -------- | ----------------- |
| 1    | スピードクイーンメモリアル 2025年新設                                                       | スピードクイーンメモリアル競走                              | 浜名湖     | 0勝      | 優勝なし          |
| 2    | ボートレースクラシック                                                                      | 鳳凰賞競走                                                  | 若松★      | 0勝      | 優勝なし          |
| 3    | マスターズチャンピオン                                                                      | 名人戦競走                                                  | 桐生★      | 0勝      | 優勝なし          |
| 4    | レディースオールスター 2022年から出場選手決定シリーズに新設 2024年から2月開催→5月開催に変更 | レディースオールスター競走                                  | 常滑       | 0勝      | 優勝なし          |
| 5    | ボートレースオールスター                                                                    | 笹川賞競走                                                  | 丸亀★      | 0勝      | 優勝なし          |
| 6    | グランドチャンピオン                                                                        | グランドチャンピオン決定戦競走                              | 戸田       | 0勝      | 優勝なし          |
| 7    | 全国ボートレース甲子園 2022年から出場選手決定シリーズに新設                                 | 全国ボートレース甲子園競走                                  | びわこ     | 0勝      | 優勝なし          |
| 8    | オーシャンカップ                                                                            | オーシャンカップ競走                                        | 徳山       | 0勝      | 優勝なし          |
| 9    | レディースチャンピオン                                                                      | 女子王座決定戦競走                                          | 浜名湖     | 0勝      | 優勝なし          |
| 10   | ボートレースメモリアル                                                                      | モーターボート記念競走                                      | 若松★      | 1勝      | 寺田祥（2020年）  |
| 11   | ヤングダービー                                                                              | ヤングダービー競走                                          | 宮島       | 0勝      | 優勝なし          |
| 12   | ファン感謝3days ボートレースバトルトーナメント 2022年から1月・新春開催→10月・秋開催に変更   | ファン感謝3days                                             | 三国       | 1勝      | 茅原悠紀(2025年） |
| 13   | ボートレースダービー                                                                        | 全日本選手権競走                                            | 津         | 0勝      | 優勝なし          |
| 14   | レディースチャレンジカップ 2022年から出場選手決定シリーズに新設                             | レディースチャレンジカップ競走                              | 福岡       | 0勝      | 優勝なし          |
| 15   | チャレンジカップ                                                                            | チャレンジカップ競走                                        | 福岡       | 0勝      | 優勝なし          |
| 16   | グランプリシリーズ 2022年から出場選手決定シリーズに新設                                     | 賞金王シリーズ戦                                            | 住之江★    | 0勝      | 優勝なし          |
| 17   | グランプリ 2022年から出場選手決定シリーズに新設                                             | 賞金王決定戦競走                                            | 住之江★    | 0勝      | 優勝なし          |
| 18   | クイーンズクライマックス 2022年から出場選手決定シリーズに新設                               | 賞金女王決定戦競走                                          | 大村★      | 0勝      | 優勝なし          |
| 19   | BBCトーナメント (ディフェンディングチャンピオン)                                            | ボートレースバトルチャンピオントーナメント競走 （前回王者） | 常滑       | 0勝      | 優勝なし          |
| 20   | 同一年 複数タイトル者                                                                       | 上記のSG・プレミアムG1・G2/全18大会で 2勝以上の選手         | 複数場     | 0勝      | 優勝なし          |
| 21   | 優先出場選手以外                                                                            | 上記18大会優勝選手以外                                      | 複数場     | 4勝      | 関浩哉（2024年）  |

## 歴代優勝者
出典はボートレースオフィシャルウェブサイトにあるBBCトーナメントの各回ページより。
| 回数 | 開催年             | 優勝戦日 | 開催場 | 優勝者   | 優勝者   | 優勝者 | 優勝者   | 優勝者 | 優勝者 | 優勝者     | 優勝者                                             |
| 回数 | 開催年             | 優勝戦日 | 開催場 | 選手名   | 登録番号 | 年齢   | 所属支部 | 枠番   | コース | 決まり手   | 当選手の優勝大会名ベルト刻印場所                   |
| ---- | ------------------ | -------- | ------ | -------- | -------- | ------ | -------- | ------ | ------ | ---------- | -------------------------------------------------- |
| 1    | 2019年（令和元年） | 12月1日  | 平和島 | 田村隆信 | 4028     | 41     | 徳島     | 1      | 1      | 逃げ       | なし（優先出場選手）左側の最上部                   |
| 2    | 2020年（令和2年）  | 12月6日  | 若松   | 寺田祥   | 3942     | 42     | 山口     | 1      | 1      | 逃げ       | メモリアル左側の2段目                              |
| 3    | 2021年（令和3年）  | 12月7日  | 鳴門   | 丸野一樹 | 4686     | 30     | 滋賀     | 3      | 3      | まくり差し | なし（優先出場選手）左側のど真ん中・3段目          |
| 4    | 2023年（令和5年）  | 1月15日  | びわこ | 松井繁   | 3415     | 53     | 大阪     | 1      | 1      | 逃げ       | なし（優先出場選手）不明                           |
| 5    | 2024年（令和6年）  | 1月14日  | 大村   | 関浩哉   | 4851     | 29     | 群馬     | 1      | 1      | 逃げ       | なし（優先出場選手）不明                           |
| 6    | 2025年（令和7年）  | 1月26日  | 常滑   | 茅原悠紀 | 4418     | 37     | 岡山     | 1      | 1      | 逃げ       | ファン感謝3days ボートレースバトルトーナメント不明 |

※第2回大会（2020年）および第5回大会（2024年）はナイター開催。

## 決勝あみだ数字
ボートレースバトルチャンピオントーナメントではセミファイナルの準決勝終了後に決勝進出を決めたファイナリストの6人により決勝の枠番抽選を行なう。システムは上の大会形式にも説明している通り、あみだクジにより決定する。ここでは何番のあみだが選ばれたのかを紹介する。なお、順番は左から順に①・②・③・④・⑤・⑥・⑦・⑧・⑨・⑩となる。そして○は選手に選ばれた番号（対象番号）で×は選手に選ばれなかった番号（除外番号）として紹介している。
第1回／×・×・◯・◯・◯・×・◯・◯・×・◯
第2回／◯・◯・×・◯・×・◯・×・◯・×・◯
第3回／◯・◯・◯・×・◯・◯・×・◯・×・×
第4回／×・◯・×・◯・◯・◯・◯・◯・×・×
第5回／×・◯・◯・×・◯・×・◯・◯・◯・×
第6回／×・◯・◯・×・◯・×・◯・◯・×・◯

## 開催予定
- 第7回大会 2026年（令和8年）1月22日 - 25日  ボートレース尼崎[8]
- 第8回大会 2027年（令和9年）1月28日 - 31日  ボートレース三国[9]